# Tania Ørum
Tania Ørum (født 15. maj 1945) er dansk feminist og litteraturhistoriker. Hun er lektor emeritus ved Institut for Kunst- og Kulturvidenskab, Københavns Universitet.
Ørum var i 1970'erne aktiv i den danske studenter- og kvindebevægelse. Hun var en af hovedkræfterne i oprettelsen af Center for Kvindeforskning, som hun var tilknyttet 1981-90.